# Beidou (Txanghua)
Beidou (en mandarí: 北斗鎮, Běidǒu-zhèn; en japonès: 北斗鎮, Hokuto-chin) és una vila urbana i municipi de la comarca de Txanghua, a la província de Taiwan, república de la Xina. La vila és famosa pel ba-wan, un plat popular de la gastronomia taiwanesa original de Beidou. A gener de 2023, la població total de Beidou era de 33.289 habitants, 16.654 homes i 16.635 dones.

## Geografia

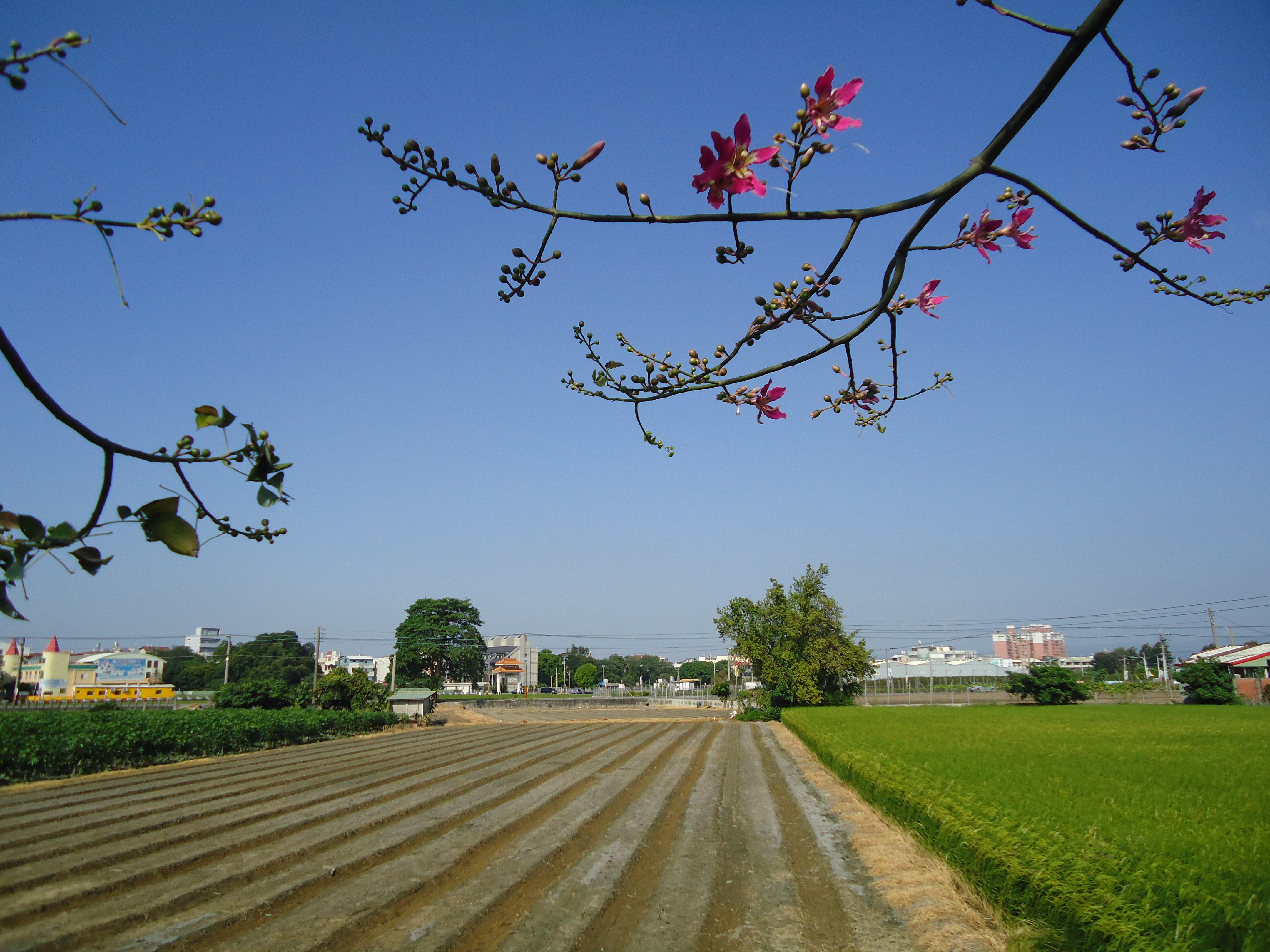
Horta i camp d'arròs a Beidou

El terme municipal de Beidou es troba localitzat a la part sud-est de la comarca de Txanghua i limita al nord amb la vila rural de Tianwei, cap a l'est amb la vila urbana de Tiantxong, al sud amb la vila rural de Xitxou i cap a l'oest amb la vila rural de Pitou, tots aquests municipis pertanyents a la mateixa comarca.
Beidou es troba localitzat en una plana al·luvial a la part sud-est de la comarca. Amb una àrea de 19,2547 quilòmetres quadrats (km²), Beidou té el segon terme municipal més petit de tot el país després de Xianxi, també a la mateixa comarca.

### Barris
- Dadao (大道)
- Daxin (大新)
- Guangfu (光復)
- Juren (居仁)
- Qixing (七星)
- Tungguang (東光)
- Wenchang (文昌)
- Wuquang (五權)
- Xian (西安)
- Xide (西德)
- Xinsheng (新生)
- Xinzheng (新政)
- Zhonghe (中和)
- Zhongliao (中寮)
- Zhongqing (重慶)

## Història

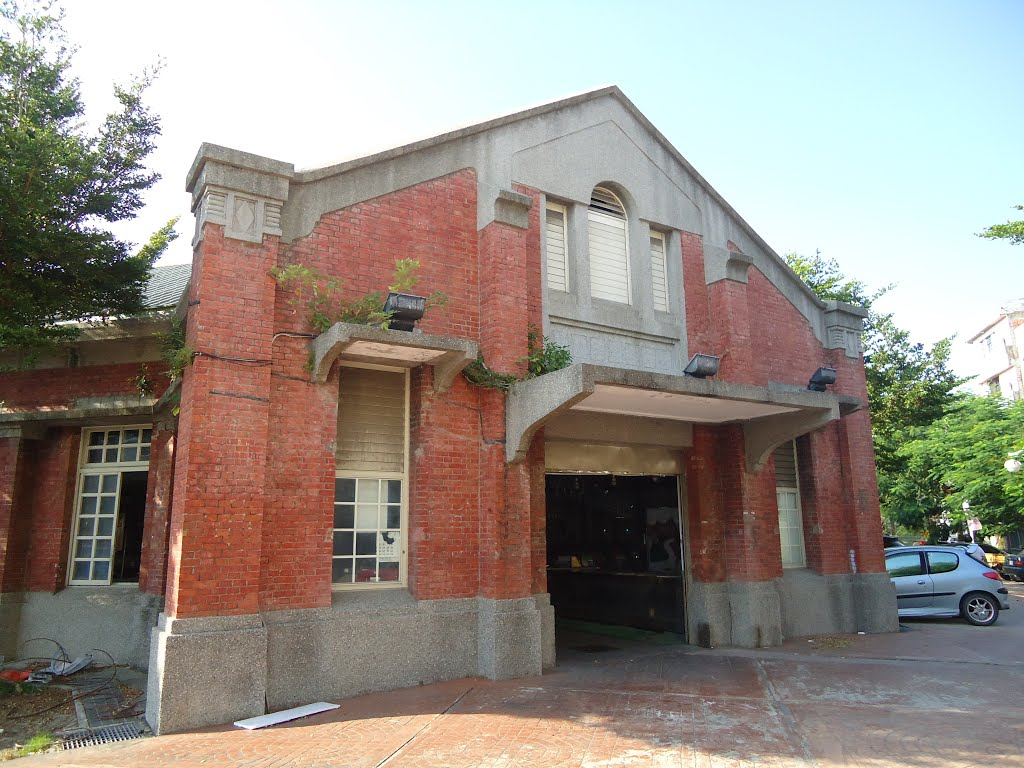
Antic mercat de Hokuto (1899)

Prèviament, Beidou fou coneguda amb el nom de Po-tau (寶斗, Pó-táu), sent aleshores un port al riu Txuoxui que mantenia contacte comercial amb la Xina. En esdevindre el port un lloc important a la part meridional de la comarca de Txanghua a finals de l'era Qing, la vila estava enovoltada i protegida per murs defensius. L'any 1783, el primer carrer central, anomenat Shezi, fou construït al banc sud del riu Dongluo. L'any 1806, cases i horts properes al barri central foren destruïts per les revoltes entre immigrants de Zhangzhou i Quanzhou. El barri de Shezi fou reconstruït l'any 1821 vora el riu.

## Demografia

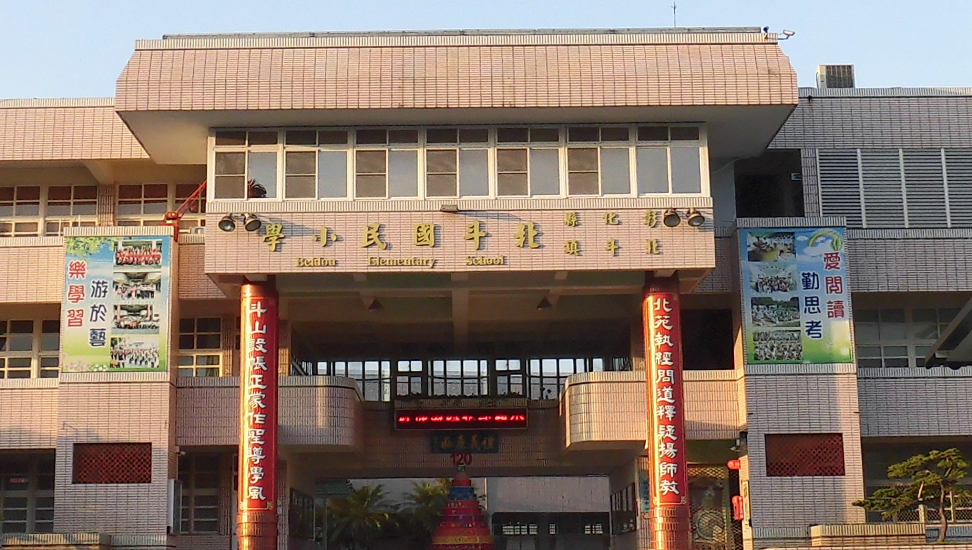
Escola primària de Beidou

## Demografia[4]
| Gràfica d'evolució de Beidou entre 1951 i 2021 |
|                                                |

## Transport

### Ferrocarril
Al terme municipal de Beidou no hi ha cap estació de ferrocarril, però diverses línies d'autobús connecten la vila amb l'estació d'alta velocitat a de Txanghua (a Tiantxong) i amb l'estació de Tiantxong, les més properes a Beidou.

### Carretera
- AN1 - AP1 - CC150